# Dead Boy Detectives
Dead Boy Detectives är en amerikansk actionkomediserie vars första säsong hade premiär på strömningstjänsten Netflix den 25 april 2024. Serien är en spinoff från TV-serien The Sandman från 2022. Första säsongen som är skapad av Steve Yockey består av 8 avsnitt.

## Handling
Serien kretsar kring de döda tonåringarna Charles Rowland och Edwin Paine som stannar kvar på jorden som andar för att undersöka övernaturliga brott.

## Rollista (i urval)
- George Rexstrew - Edwin Payne
- Jayden Revri - Charles Rowland
- Kassius Nelson - Crystal Palace
- Briana Cuoco - Jenny the Butcher
- Ruth Connell - nattsköterskan
- Jenn Lyon - Esther
- Lukas Gage - Thomas
- Michael Beach - Tragic Mick